# Karl Friedrich Bonhoeffer
Karl Friedrich Bonhoeffer (13. ledna 1899 Vratislav – 15. května 1957 Göttingen) byl německý chemik.

## Život
Karl-Friedrich Bonhoeffer, byl syn Karla Bonhoeffera, psychiatra a neurologa, a Pauly von Hase, vyrůstal ve vzdělané rodině střední třídy spolu se sedmi sourozenci, včetně svých bratrů Klause a Dietricha Bonhoefferových. Poté, co jeho otec přijal místo v Charité, se rodina přestěhovala do Berlína-Grunewaldu, kde navštěvoval humanistické Grunewaldské gymnázium. Po absolvování školy byl v roce 1917 povolán do vojenské služby jako dobrovolník.
Bonhoeffer studoval od roku 1918 v Tübingenu a Berlíně. V roce 1922 získal doktorát v Berlíně u Walthera Nernsta. V letech 1923 až 1930 byl asistentem Fritze Habera v Ústavu císaře Viléma pro fyziku a elektrochemii v Berlíně-Dahlemu. Během této doby publikoval řadu článků na spektroskopická, fotochemická a kinetická témata.[3] V roce 1927 se habilitoval bez předložení formální habilitační práce. Po habilitaci v roce 1927 se stal docentem na Berlínské univerzitě.
V roce 1929 společně s Paulem Harteckem objevil modifikace vodíku ortho- a paravodíku.
V roce 1930 se Bonhoeffer stal řádným profesorem fyzikální chemie na univerzitě ve Frankfurtu. V roce 1934 byl jmenován profesorem fyzikální chemie na univerzitě v Lipsku. V letech 1934 až 1947 vedl Ústav fyzikální chemie v Lipsku. V roce 1938 byl zvolen členem Akademie učenců Leopoldina.
V roce 1947 se stal profesorem fyzikální chemie na Berlínské univerzitě a také ředitelem Ústavu fyzikální chemie a elektrochemie Společnosti císaře Viléma pro pokrok vědy v Berlíně-Dahlemu (nyní Ústav Fritze Habera Společnosti Maxe Plancka). V roce 1949 byl jmenován ředitelem Ústavu fyzikální chemie Společnosti Maxe Plancka v Göttingenu.
Max Planckův institut pro biofyzikální chemii v Göttingenu, který z něj v roce 1971 vznikl, nese čestný název „Karl Friedrich Bonhoeffer Institute“.

### Litaratura
- Karl-Friedrich Bonhoeffer, Paul Harteck: Experimente über Para- und Orthowasserstoff; in: Sitzungsberichte der Preußischen Akademie der Wissenschaften. Phys.-Math. Klasse 1929; Berlin 1929; S. 103–108.
- Karl-Friedrich Bonhoeffer, Paul Harteck: Die Eigenschaften des Parawasserstoffes; in: Zeitschrift für Elektrochemie und angewandte physikalische Chemie, 35 (1929), S. 621–623, onlinelibrary.wiley.com, doi:10.1002/bbpc.192900041.
- Karl-Friedrich Bonhoeffer, Paul Harteck: Weitere Versuche mit Parawasserstoff; in: Die Naturwissenschaften, 17 (1929), S. 321–322.
- Ute Deichmann: Flüchten, Mitmachen, Vergessen – Chemiker und Biochemiker in der NS-Zeit. Wiley-VCH, 2001.